# Magántörténelem
A Magántörténelem (Like It Was) a Született feleségek (Desperate Housewives) című amerikai filmsorozat ötvenedik epizódja. Az Amerikai Egyesült Államokban először az ABC (American Broadcasting Company) adó sugározta 2006. október 15-én.

## Az epizód cselekménye
Edward Sibley volt Széplak városának szeretett alapító atyja. Azt megelőzően szeszcsempész, nőcsábász és lótolvaj hírében állt, no persze Edward múltjának eme szeletére senki sem emlékszik már. Szerencsére a történelem arra való, hogy újraírják! És ezt senki sem tudta olyan jól, mint Bree Hodge. Bree minden erejével azon van, hogy újra összehozza a családját, s ennek első és legfontosabb elintézendő kérdése, hogy vajon Andrew eddigi tartózkodási helyéről milyen mesét is tárjanak a külvilág elé. Mike Delfino végre felébred a kómából, ám az elmúlt két év történéseiből semmire sem emlékszik. Természetesen Edie most is, mint mindig mellette tartózkodik, és segít neki felidézni a múltat. Susan még mindig Ian-nal tölti a napjait, amikor is értesül Mike állapotáról. Lynette elhatározza, hogy nem fogja engedni, hogy Parker felhagyjon a baseball-lal, még ha borzalmasan is játszik. Carlos visszaköltözik Gabrielle-hez, amit azonban Gaby nem fogad túláradó örömmel.

## Mellékszereplők
- Dougray Scott – Ian Hainsworth
- Anthony Azizi – Robert Falati
- Lisa Banes – Vera Keck
- Terry Bozeman – Dr. Lee Craig
- Michael Durrell – Myron Katzburg
- Terry Rhoads – Howard Keck
- Pat Crawford Brown – Ida Greenberg
- Chet Grissom – Vendor
- Brian Kary – Nicky
- Felice Heather Monteith – Marcy nővér
- Roger Ranney – Zsaru

## Mary Alice epizódzáró monológja
- A narrátor, Mary Alice monológja az epizód végén így hangzik (a magyar változat alapján):

"Mindenkinek megvan az oka rá, hogy újraírja a történelmet. Olykor önmagunknak biztosítunk alibit. Van, hogy bántani akarunk valakit, aki minket bántott. És van, hogy egyszerűen csak meg akarjuk kímélni magunkat a szégyentől. Persze vannak, akik úgy vélik, hogy a történelem átírása pusztán kegyes hazugság. De hát mi is az a történelem, ha nem egy sor közmegegyezéses hazugság?"

## Epizódcímek szerte a világban
- Angol: Like It Was (Mint régen)
- Francia: Un tissu de mensonges
- Német: Die geheime Geschichte (A titkos történet)
- Olasz: Riscrivere la storia (A történetet átírása)
- Spanyol: Como solía ser (Mint régen)